# Бумтанг

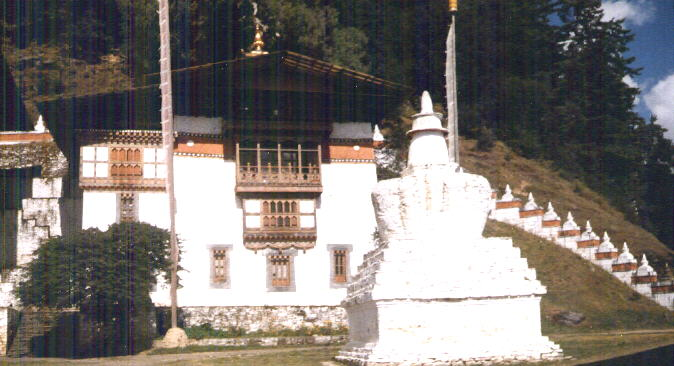
Монастырь Курджей-лакханг в Бумтанге

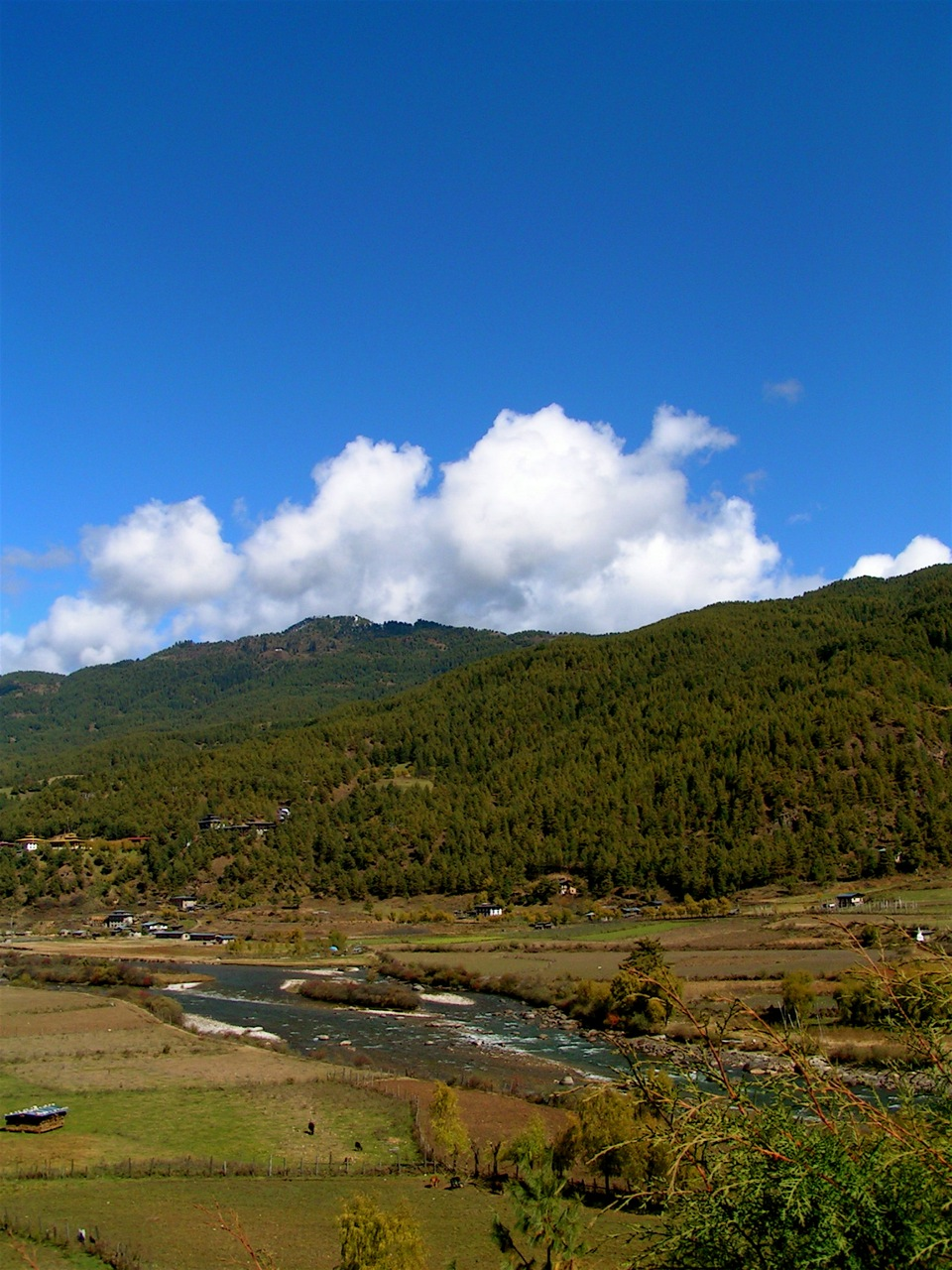
Бумтангская долина

Бумтанг, Бумтханг (дзонг-кэ བུམ་ཐང་བུམ་ཐང་, вайли Bum-thang rzong-khag — «красивое поле», или «долина прекрасных девушек») — один из двадцати дзонгхагов Бутана, находится в восточной части страны, относится к южному дзонгдэю. Административный центр Бумтанга — посёлок Джакар (или Бьякар). В Бумтанге находятся знаменитые исторические памятники, значимые буддийские монастыри и места паломничества, а также проводятся крупные ежегодные фестивали (цечу).

## География
Бумтанг состоит из четырёх горных долин — Чокхор, Чуммэй, Танг и Ура по названию четырёх притоков реки Бумтанг. Главный приток Чокхор называется также «Бумтангская долина».
Частично дзонгхаг расположен на территории Национального парка Тхрумшинг (англ. Thrumshingla National Park).

## Административное деление

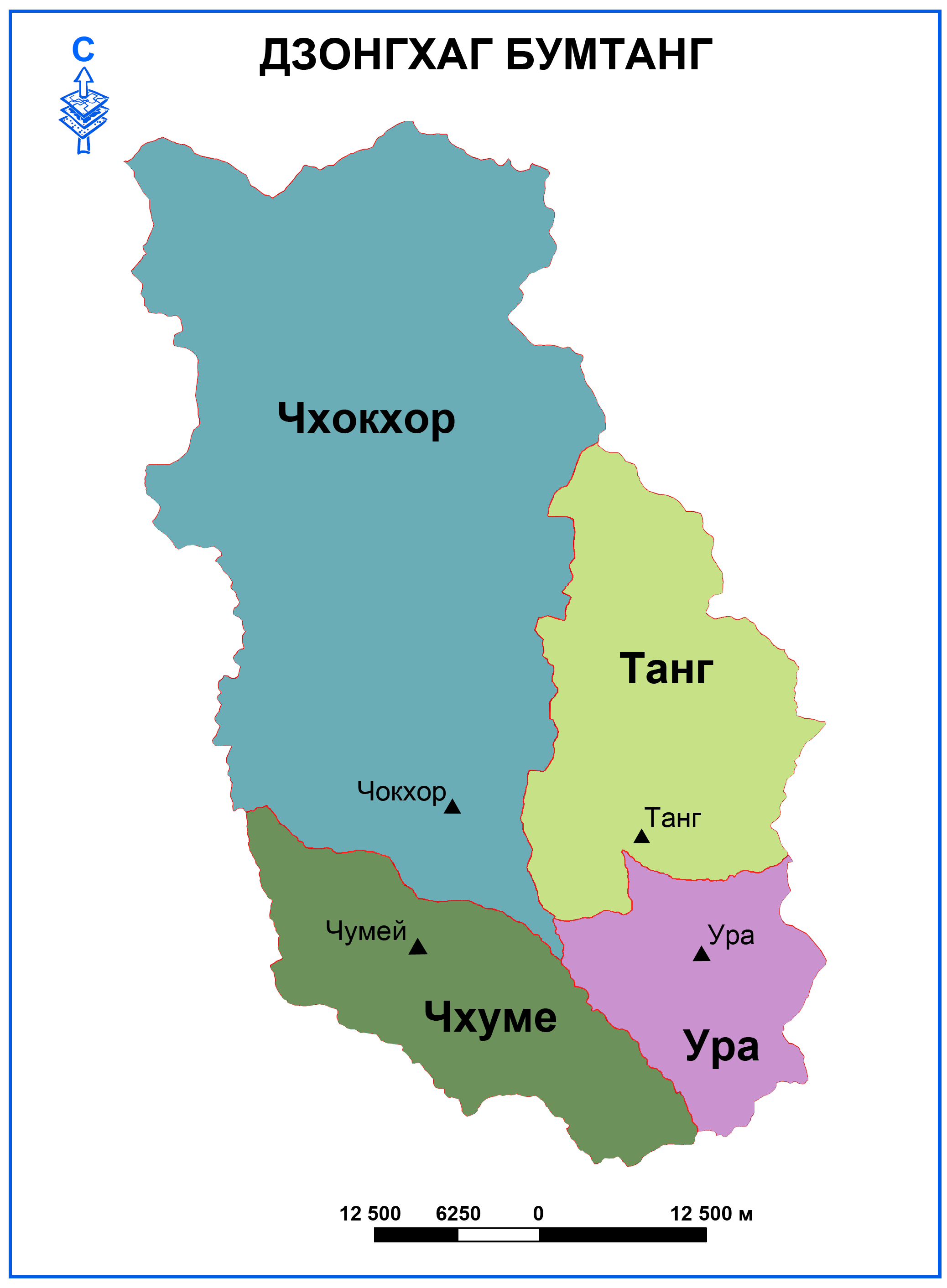
Гевоги дзонгхага Бумтанг

Дзонгхаг Бумтанг делится на 4 гевога: Чхокхор, Чхуме, Танг, Ура.

## Экономика
Природные условия Бумтанга благоприятны для сельского хозяйства и животноводства. Бумтанг — центр развивающегося туризма за счёт мощной духовной традиции, множества монастырей, фестивалей (цечу) и событий. В Бумтанге самый высокий уровень образования по стране, хороший уровень санитарии и гигиены, часть района электрифицировано.
Бумтанг достаточно удалён от столицы Бутана. Предполагается построить два малых аэропорта для местных сообщений в окрестности Гьеца и около монастыря Тангби-лакханг.

## Достопримечательности

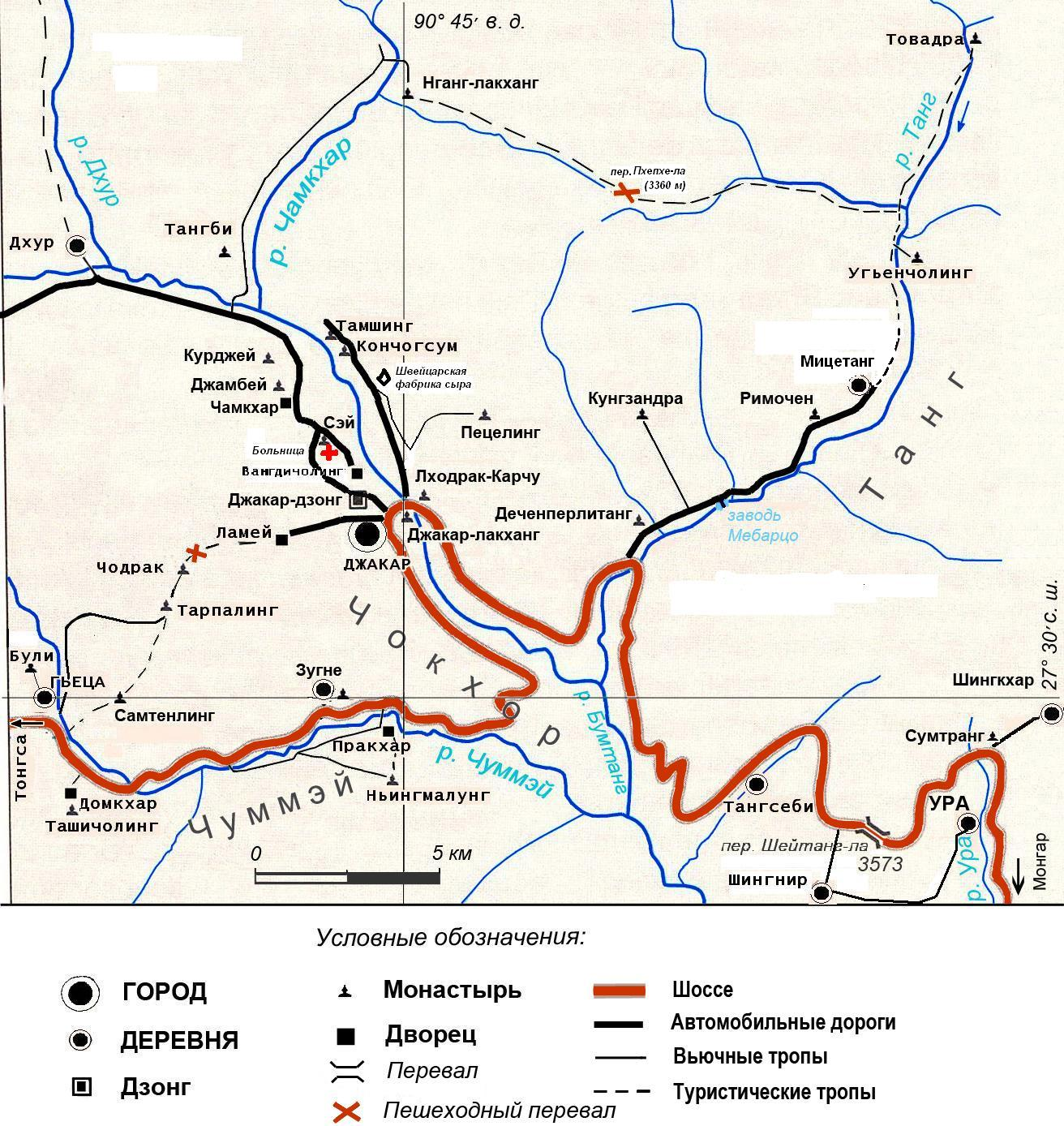
Карта центральной части Бумтанга

- Храм Джамбей-лакханг, один из самых старых храмов Бутана, построенный царём Тибета Сонгценом Гампо в VII веке, одновременно с храмом Кьичу-лакханг в Паро.
- Монастырь Курджей-лакханг IX века, в котором хранится отпечаток тела Падмасамбхавы
- Монастырь Джакар-лакханг
- Монастырь Тамшинг-лакханг буддийской школы Ньингма, один из самых важных ньингмапийских монастырей Бутана
- Монастырь Кончогсум-лакханг школы Ньингма, очень древний, около Тамшинг-лакханг
- Монастырь Тангби-лакханг построенный в 1470 году Шамаром Ринпоче, который перенял Пема Лингпа, место больших празднований в осеннее время.
- Крепость Джакар-дзонг на окраине города Джакар.
- В деревне Зугне есть маленький храм, Зугне-лакханг (англ. Zugne Lhakhang), со статуей Вайрочаны, который, как говорят, был установлен великим тибетским царём Сонгцен Гампо в VII веке.[4]
- Дворец Вандичходинг.
- Бывший королевский дворец Ламей-гомпа, переданный лесному управлению.
- Бурлящее озеро Мебарцо — заводь в горном ручье, где некогда Пема Лингпа обнаружил на дне сокровища (термы) Падмасамбхавы, важное место паломничества.

## Бутанские ссылки на английском языке
- Bhumtang official page. Архивировано из оригинала 27 ноября 2007 года.
- Official Dzongkhag profile (недоступная ссылка — история). With a map of gewogs
- Five year plan 2002—2007. Архивировано из оригинала 22 октября 2004 года.
- SIL Ethnologue entry on Bumthangka

## Фотографии
- Фотоальбом Бумтанг